# Vila MUDr. Karla Gutha
Vila MUDr. Karla Gutha stojí v ulici  Dr. Jánského čp. 405 v Černošicích v okrese Praha-západ. Vila ve stylu geometrické moderny se nachází v těsné blízkosti železniční trati Praha-Beroun a pozemkem sousedí se Zemanovým letohrádkem, projektem Osvalda Polívky. Vila byla vystavěna roku 1913 a jejím architektem byl František Roith. Od 17. listopadu 1987 je kulturní památkou.

## Historie a popis
Letní patrovou hranolovou rezidenci pro pražského okresního lékaře Karla Gutha vystavěl v Černošicích (v tehdejších Dolních Mokropsech) roku 1913 František Roith, který ve městě navrhl celkem pět objektů (tento byl v pořadí třetí), z nichž však většina podlehla nevhodným stavebním úpravám a nezachovala si svůj původní architektonický ráz a dispozici. Mimo to se Roith v lokalitě podílel na menších zakázkách, kde neuplatnil výraznější prvky svého architektonického stylu. Zasazení Guthovy vily do rozsáhlé zahrady, ve které byly postupem času původně vysázené ovocné stromy nahrazeny okrasnými dřevinami, naplňovalo ideál italské vily. Guthovi dům patřil až do roku 1947, kdy přešel dědickým řízením na jeho potomstvo. Dům čp. 405, stojící vedle Polívkova, taktéž památkově chráněného Zemanova letohrádku, však tvoří výjimku a dochoval se v intaktní podobě. Jeho exteriér je rozvržen s důrazem na střed hlavního průčelí, jenž se vyznačuje apsidou, do níž je umístěna zasklená veranda, a dvoukřídlým venkovním schodištěm. Na bočním průčelí nad vchodem je umístěna drobná markýza. Objekt má valbovou střechu.
Interiér vyniká důmyslností své dispozice s originální souhrou architektonických detailů, patrnou např. ve schodišťové hale s mírně prohnutým zábradlím a lehce konvexními stěnami, do nichž jsou vsazena tři obdélná okna s diferencovanými skleněnými tabulemi, či oválné vitrajové okénko dámské ložnice v nadzemním podlaží s motivy ze zelených listů vyrůstajících bílých tulipánů na modrém kruhovém pozadí dekorativně sladěné s čelem postele. Všechna okna a dveře na objektu jsou původní, stejně jako většina podlahových krytin či zabudovaného nábytku.